# 多維新聞
多維新聞（ドゥオウェイニュース、英: Duowei News、中国語: 多维新闻）は、1999年に開設され、アメリカ・ニューヨークを拠点とする中国語のニュースウェブサイト。中華人民共和国の政治ニュースを専門的に扱っている。このサイトは中国本土ではブロックされている。